# Afrikaanse kampioenschappen wielrennen 2018 – Wegwedstrijd vrouwen elite
De dertiende editie van de wegwedstrijd voor vrouwen elite op de Afrikaanse kampioenschappen wielrennen werd gehouden op 17 februari 2018. De deelneemsters moesten een parcours van 84 kilometer in en rond Kigali afleggen. De Eritrese Bisrat Ghebremeskel volgde Aurélie Halbwachs uit Mauritius op als winnares.

## Uitslag
| Plaats | Naam                   | Tijd     |
| ------ | ---------------------- | -------- |
| Goud   | Bisrat Ghebremeskel    | 2u46'31" |
| Zilver | Tsega Beyene           | + 7"     |
| Brons  | Mossana Debesay        | z.t.     |
| 4      | Eyeru Tesfoam Gebru    | z.t.     |
| 5      | Tighisti Ghebrihiwet   | z.t.     |
| 6      | Wehazit Kidane         | z.t.     |
| 7      | Vera Adrian            | + 13"    |
| 8      | Selam Amha             | + 15"    |
| 9      | Kimberley Le Court     | + 34"    |
| 10     | Eyerusalem Kelil       | z.t.     |
| 11     | Beatha Ingabire        | + 2'18"  |
| 12     | Nancy Akinyi           | + 5'50"  |
| 13     | Magnifique Manizabayo  | + 10'59" |
| 14     | Jacqueline Tuyishimire | + 18'00" |
| 15     | Ebtisam Zayed          | + 21'40" |